# Нора (Веймар)
Нора (нем. Nohra) — община в Германии, в земле Тюрингия.
Входит в состав района Веймар. Подчиняется управлению Грамметаль. Население составляет 1897 человек (на 31 декабря 2010 года). Занимает площадь 12,79 км².

## Советские войска в Норе

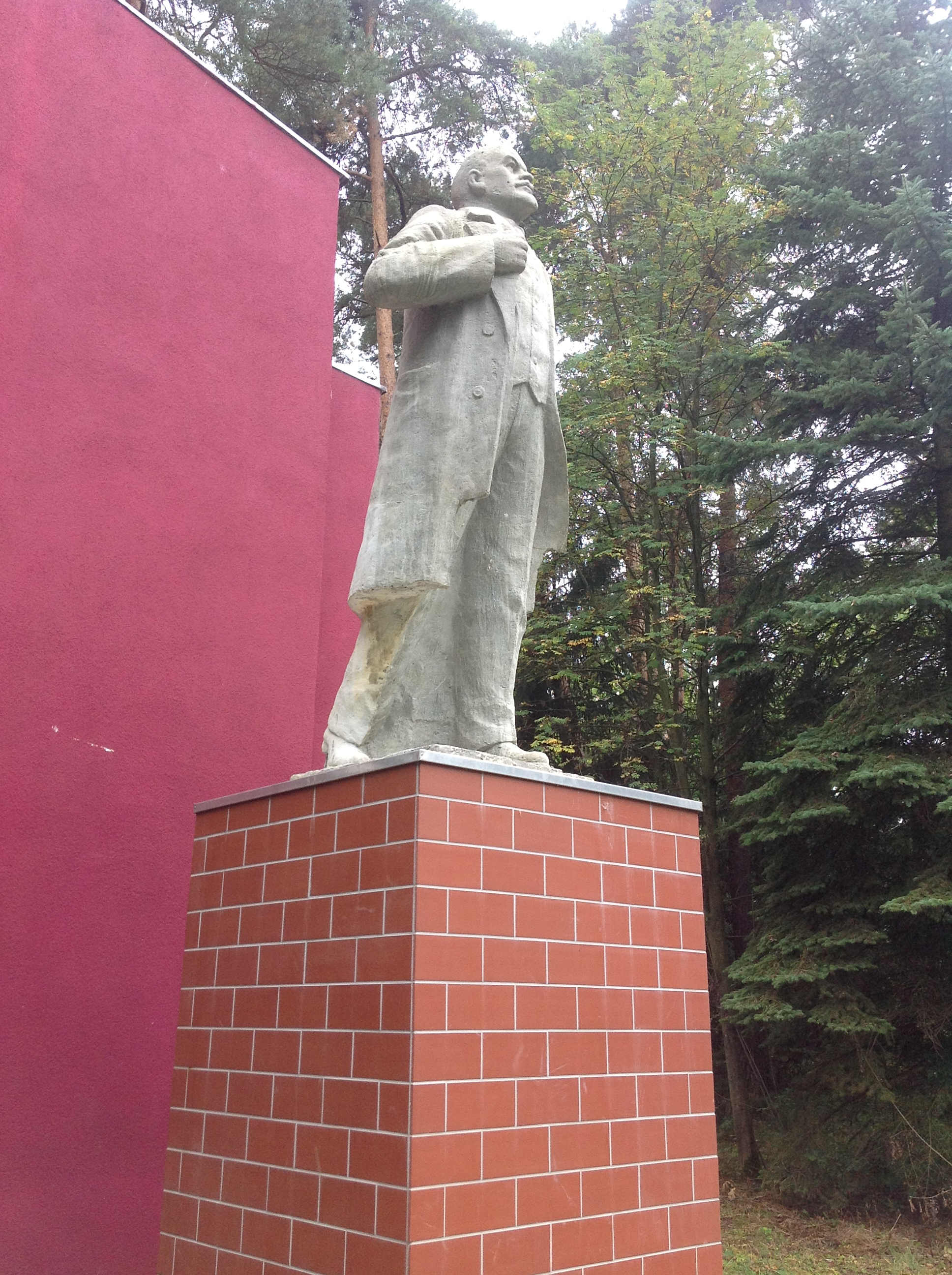
Памятник Ленину в Верхней Норе, 2012 г.

С 1945 года по 1992 год в Норе дислоцировался штаб 8-й Гвардейской Ордена Ленина общевойсковой Армии Группы советских войск в Германии (ГСВГ — ГСОВГ — ЗГВ).
Непосредственно в Норе дислоцировались части армейского подчинения. Гарнизон территориально находился в двух военных городках — Верхняя Нора и Нижняя Нора. В Верхней Норе были расквартированы штаб 8-й Гвардейской Ордена Ленина общевойсковой Армии (в/ч пп 61877, позывной — Октава), 227 отдельный батальон охраны и обеспечения (в/ч пп 66017), 46 отдельный радиотехнический батальон (в/ч пп 35142, позывной — Жаргон),794 отдельная рота специального назначения (в/ч пп 30229, позывной — Гиббон). В Нижней Норе — 336 отдельный вертолетный полк (в/ч пп 06944, позывной — Галя), . А также отдельная часть особого назначения в/ч пп 38631, позывной — Нагар.

## Известные люди, связанные с Норой
Чуйков Василий Иванович — советский военачальник, Маршал Советского Союза (1955), во время Великой Отечественной войны — командующий 62-й армией, отличившейся в Сталинградской битве. Дважды Герой Советского Союза (1944, 1945). С января по июнь 1946 года продолжал командовать 8-й гвардейской армией после расквартирования её штаба в Норе.
Гнатюк Николай Васильевич — советский и украинский певец, народный артист Украины. Проходил военную службу в ансамбле песни и пляски гарнизона Нора.
Галкин Максим Александрович — популярный российский пародист, юморист, телеведущий, киноактёр и певец. В детские годы проживал с родителями в Верхней Норе.